# Willy Richard Reichert
Willy Richard Reichert (auch Willy R. Reichert, Spitzname Krack; * 27. August 1924 in Bimbach, heute Prichsenstadt; † 17. August 1982 in Nürnberg) war ein deutscher Schriftsteller und Verleger, der in seinen Werken vor allem die Region Franken thematisierte.

## Leben
Willy R. Reichert wurde am 27. August 1924 in Bimbach geboren, das damals im unterfränkischen Bezirksamt Gerolzhofen lag. Die Familie zog in den folgenden Jahren mehrfach innerhalb des Bezirksamtes um. So wuchs Reichert in Geesdorf und später in Volkach auf. Zunächst plante der junge Willy Bauer zu werden. Mit 11 Jahren wurde er allerdings von seinen Eltern nach Würzburg geschickt. Hier besuchte er das Kilianeum, das Jungen aus ärmeren Bevölkerungsschichten ermöglichen sollte, Abitur zu machen.
Mit 16 Jahren brach Reichert die Schule jedoch ab und meldete sich freiwillig zur Wehrmacht. Er absolvierte die Unteroffiziersschule, kämpfte in Russland und geriet 1944 in Kriegsgefangenschaft. Aus dieser wurde er erst 1949 entlassen. Während der Jahre in russischer Gefangenschaft begann Reichert mit dem Verfassen von kürzeren Texten. Zunächst entstanden Prosatexte über den Alltag in der Kriegsgefangenschaft. Im Jahr 1955 erschien eine erste Novelle, die eine Auflage von 5000 Exemplaren erhielt.
Als Autodidakt konnte Reichert nicht vom Schreiben leben. Er arbeitete nach seiner Entlassung als Hilfsarbeiter auf dem Bau, später wurde er Versicherungskaufmann, wobei er bis zu seiner Pensionierung 1980 zum Bezirksdirektor der Nürnberger Versicherung aufstieg. Erstmals im Jahr 1962 veröffentlichte Reichert auch Texte in unterfränkischer Mundart. Das Bändchen „Baum der Erkenntnis“, das sich aus hochdeutschen und mundartlichen Texten zusammensetzte, erhielt positive Kritiken.
Gleichzeitig mit der Veröffentlichung begann Reichert auch an der Mundartsendung Wie’s fränkisch klingt im Bayerischen Rundfunk mitzuarbeiten. Ab 1968 moderierte Willy R. Reichert die Sendung. Zusammen mit Georg Harro Schaeff-Scheefen gründete Reichert den „Fränkischen Autorenkreis“ in Kirchberg an der Jagst. Nur zwei Jahre später wurde die Vereinigung in den „Fränkischen Schriftstellerverband“ umgewandelt. In der Folgezeit trat Reichert auch als Verleger auf und bereitete Veröffentlichungen unter anderem der Mundartdichter Engelbert Bach, Guido Böckler, Gottlob Haag und Gretl Zottmann vor.
Willy R. Reichert begann sich auch aus einer wissenschaftlichen Sicht mit der fränkischen Mundart zu beschäftigen. In den 1970er Jahren übernahm er immer wieder die Leitung von Seminaren des Frankenbundes. Daneben engagierte er sich beim Bayerischen Landesamt für Denkmalpflege. Willy R. Reichert starb am 17. August 1982 mit 57 Jahren in Nürnberg. Posthum wurden mehrere Gedichte von ihm veröffentlicht. Bereits in den 1970er Jahren begann auch die literaturwissenschaftliche Auseinandersetzung mit seinem Werk.

## Werke (Auswahl)
Zunächst entstanden vor allem heitere Gedichte und Kurzgeschichten. Mit dem Strukturwandel des ländlichen Raumes, der durch die Flurbereinigung der 1970er Jahre ausgelöst wurde, veränderten sich die Themen Reicherts zunehmend. Ab 1975 arbeitete Reichert vor allem in der Hochsprache. Die Themen blieben aber dem ländlichen, später auch dem großstädtischen Franken entlehnt. Posthum erschienen weitere Gedichte des Schriftstellers. Nun stand wiederum vor allem die mundartliche Schaffensperiode im Vordergrund. Bis heute tauchen Werke Reicherts immer wieder auch in Kompilationen zur fränkischen Mundart auf.
- Die Reitermutter. o. O. 1955.
- Baum der Erkenntnis. Würzburg 1962.
- Der Hausacker. Hörspiel. Marktbreit: Siegfried Greß 1972.
- Aus der Nachberschaft. Geschichten in unterfränkischer Mundart. Marktbreit: Siegfried Greß 1972.
- Hochhaus. Hörspiel. Nürnberg 1977.
- Das Mass meiner Zeit – Ausgewählte Gedichte. Mit einer Einleitung von Christa Schmitt. [Reihe Fränkische Autoren Bd. 5] Würzburg: Echter 1979.
- Des bissla Labn: Gedichte in unterfränkischer Mundart. Marktbreit: Siegfried Greß 1981.
- posthum: Schöana Aussichten: Gedichte in unterfränkischer Mundart aus dem Nachlass. Marktbreit: Siegfried Greß 1983.
- posthum: Max und Moritz fränkisch. Marktbreit: Siegfried Greß 1984.

## Hörspiele (Sprecher)
- 1981: Engelbert Bach: Wahldooch in Bethlehem. Ein unterfränkisches Weihnachtsspiel (Eugen) – Bearbeitung, Redaktion und Regie: Herbert Lehnert (Hörspielbearbeitung, Kurzhörspiel, Mundarthörspiel – BR)

## Mitgliedschaften und Auszeichnungen
- Hetzfelder Flößerzunft, Würzburg
- Max-Dauthendey-Plakette
- Großes Goldenes Bundesabzeichen des Frankenbundes
- Ehrenmitgliedschaft im Verband Fränkischer Schriftsteller